# Parma
Parma (emilijansko Pärma) je mesto  skoraj 200.000 prebivalci v severni italijanski deželi  Emiliji - Romanji, ki slovi po pršutu, siru, arhitekturi, glasbi in okolici. Je sedež univerze, ki je ena najstarejših na svetu. Mesto istoimenska reka deli na dva dela. Okrožje na drugi strani reke se imenuje Oltretorrente. Parmski Etruščani so ime prilagodili po Rimljanih, in sicer opisu okroglega ščita, imenovanega parma.
Italijanski pesnik Attilio Bertolucci (rojen v zaselku na podeželju) je napisal: "Kot prestolnici bi Parmi pripadala reka, a ker je to majhna prestolnica, ji je bil dodeljen le potok, ki je pogosto suh."

## Zgodovina
Rimska republika 183–27 pr. n. št. 

 Rimski imperij 27 pr. n. št. do 285 po n. št.

 Zahodnorimsko cesarstvo 285–476 

 Odoaker 476–493 

 Italsko kraljestvo (ostrogotsko) 493–553 

 Bizantinsko cesarstvo 553-568 

 Langobardsko kraljestvo 568–773 

 Frankovsko cesarstvo 773–781 

 Italijansko kraljestvo 781–1014 

 Sveto rimsko cesarstvo 1014–1114 

 Svobodna komuna 1114–1341 

 Milanska vojvodina 1341–1513 

 Papeška država 1513–1554 

 Vojvodina Parma 1554–1808 

 Prvo francosko cesarstvo 1808–1814 

 Vojvodina Parma 1814–1859 

 Združene dežele osrednje Italije 1859–1860 

 Kraljevina Italija 1861–1946 

 Republika Italija 1946–danes

### Prazgodovina
Parma je bila naseljena že v bronasti dobi. Na sedanjem prostoru mesta se je razvijala terramarska kultura,  (terramare dobesedno pomeni laporna zemlja). To so bile starodavne vasi, zgrajene iz lesa, na pilotih in kvadratne oblike; zgrajene so bile na suhem in običajno v bližini rek. V tej dobi (med 1500 in 800 pr. n. št.) je bila zgrajena prva nekropola (tam, kjer sta danes trg stolnice (Piazza Duomo) in Piazzale della Macina).

### Antika
Mesto so najverjetneje ustanovili  Etruščani in ga imenovali po rimski besedi parma, ki je pomenila krožni ščit in drugo orožje, izrazi parmeal, parmni in parmnial pa se pojavljajo v etruščanskih napisih. Diodor Sicilski (XXII, 2,2; XXVIII, 2,1) je poročal, da so Rimljani spremenili svoj pravokotni ščit za okroglega, ko so posnemali Etruščane. Ali je bilo etruščansko taborišče tako imenovano, ker je bilo okroglo kot ščit ali je bil njen položaj kot ščit proti Galcem na severu, ni gotovo.
Rimska kolonija je bila ustanovljena leta 183 pr. n. št. skupaj z Mutino (Modena); naseljenih je bilo 2000 družin. Parma je bila pomembna kot cestno središče na rimski cesti via Aemilia. Forum je bil tam, kjer je danes osrednji Garibaldijev trg. Leta 44 pr. n. št. je bilo mesto uničeno, Avgust pa ga je ponovno zgradil. V Rimskem imperiju je mesto dobilo ime Julia zaradi svoje zvestobe cesarski hiši.
Mesto je pozneje opustošil Atila, ki mu je sledil germanski kralj Odoaker s svojimi privrženci. Med gotskimi vojnami jo je uničil Totila (ostrogotski kralj in kralj Italije od leta 541 do 552). Bila je del bizantinskega eksarhata Ravenna (njeno ime se je spremenilo v Chrysopolis (zlato mesto, verjetno zaradi cesarske zakladnice) in od 569 je bila del Langobardskega kraljestva. V srednjem veku je Parma postala pomembna postaja ob glavni cesti via Francigena, ki je povezovala Rim s severno Evropo. V naslednjih stoletjih je bilo zgrajenih več gradov, bolnišnic in gostišč, ker je vse več romarjev potovalo skozi Parmo in Fidenzo, sledili so Apeninom, potovali skozi kraje Collecchio, Berceto in Corchia, preden so se čez prelaz Cisa spustili v Toskano in naprej v Rim.

### Srednji vek
Po frankovski vladi je Parma postala glavno mesto grofije (774). Tako kot večina severnih italijanskih mest je bila  del Svetega rimskega cesarstva, ki ga je ustvaril Karel Veliki, lokalno pa so vladali njegovi škofje, prvi je bil Guibodus. Pri kasnejših bojih med papeži in cesarstvom je bila Parma običajno članica cesarske stranke. Dva njena škofa sta postala protipapeža: Càdalo, ustanovitelj stolnice, kot Honorij II. in Guibert kot Klemen III. Skoraj neodvisna občina je nastala okoli leta 1140; pogodba med Parmo in Piacenzo iz leta 1149 je prvi dokument občine, ki so jo vodili konzuli. Potem ko je kostanški mirovna pogodba (1183) potrdila pravice italijanske skupnosti do samoupravljanja, so dolgoletni prepiri s sosednjimi regijami Reggio Emilia, Piacenza in Cremona postajali ostrejši, da bi nadzorovali ključno trgovsko pot po reki Pad.
Boj med gvelfi in gibelini je bil tudi značilnost Parme. Leta 1213 je bil njen podeštat gvelf Rambertino Buvalelli. Potem ko so bili dolgo obdobje privrženci cesarjev, so leta 1248 prevzele nadzor v mestu papežu zveste družine. Mesto je leta 1247/48 oblegal cesar Friderik II., ki je bil premagan v bitki, ki je sledila.

### Novi vek
Parma je bila pod nadzorom Milana leta 1341. Po krajšem obdobju neodvisnosti pod družino Terzi (1404–1409) je Sforza  (1440–1449) s svojimi povezanimi družinami Pallavicino, Rossi, Sanvitale in Da Correggio prevzel oblast. Te so ustvarile nekakšen nov fevdalizem, gradile stolpe in gradove po mestu in na podeželju. Ti fevdi so se razvili v resnično neodvisne države: Landi so vodili gornjo dolino reke Taro od leta 1257 do leta 1682. Pallavicini so se razširili nad vzhodnim delom današnje pokrajine s središčem v Bussetu. Območja Parme so bila izjema za severno Italijo, saj se je njena fevdalna podenota pogosto nadaljevala šele v zadnjih letih. Na primer Solignano je bil v lasti družine Pallavicino do leta 1805, San Secondo pa je pripadal Rossijem do 19. stoletja.
Med 14. in 15. stoletjem je bila Parma v središču italijanskih vojn. Bitka pri Fornovu se je odvijala na njenem ozemlju. Francozi so zasedli mesto v letih 1500 do 1521, papeška zasedba je trajala od leta 1512 do 1515. Potem ko so tujce izgnali, je Parma pripadala papeški državi do leta 1545.
V tem letu je farneški papež Pavel III. ločil Parmo in Piacenzo od papeške države in ju dal kot vojvodino svojemu nezakonskemu sinu Pieru Luigu Farneseju, katerega potomci so vladali v Parmi do leta 1731, ko je Antonio Farnese (1679–1731), zadnji moški družine Farnese, umrl. Leta 1594 je bila razglašena ustava, univerza se je okrepila in ustanovljen je bil kolidž za plemiče. Vojna za zmanjšanje moči baronov se je nadaljevala že več let: leta 1612 je bila na osrednjem trgu v Parmi usmrčena Barbara Sanseverino skupaj s šestimi plemiči, ki so jih obtožili, da so se uprli vojvodi. Konec 17. stoletja je po porazu Pallavicinija (1588) in Landija (1682) vojvoda Farnese končno lahko s trdo roko vladal vsemu ozemlju Parme. Palača Sanseverino v Colornu je postala luksuzno poletno prebivališče Ferdinanda Bibiena (1657–1743), baročnega arhitekta in slikarja.
Londonska pogodba (1718) je določala, da dedič vojvodine Parma in Piacenze postane starejši sin Elizabete Farnese in Filipa V. Don Carlos. Leta 1731 je petnajstletni Don Carlos postal Karel I., vojvoda Parme in Piacenze po smrti svojega strica brez otrok Antonia Farneseja. Leta 1734 je Karel I. osvojil kraljestvi Neapelj in Sicilijo, 3. julija 1735 pa je bil kronan kot kralj Neaplja in Sicilije, pri čemer je vojvodstvo v Parmi zapustil bratu Filipu (Filip I. di Borbone-Parma). Vse izjemne umetniške zbirke vojvodskih palač v Parmi, Colornu in Sali Baganzi so bile prenesene v Neapelj.
Parma je bila pod vplivom Francije po aachenskem miru (1748). Postala je sodobna država z odločnim premierjem Guillaumom du Tillotom. Ustvaril je podlago za sodobno industrijo in se boril proti cerkvenim privilegijem. Mesto je živelo v posebnem sijaju: ustanovljeni so bili dvorska knjižnica (Biblioteca Palatina), arheološki muzej, slikarska galerija in botanični vrt skupaj s kraljevsko tiskarno Giambattista Bodonija, ki so mu pomagali bratje Amoretti, uposobljeni in nadarjeni graverji črk.

### Sodobnost
Med napoleonskimi vojnami (1802–1814) je bila Parma pripojena Franciji in postala glavno mesto departmaja Taro. Pod francoskim imenom Parme je bila 24. aprila 1808 ustvarjena vojvodina (duché grand-fief de l'Empire) za Charlesa-Françoisa Lebruna, vojvodo pokrajine Plaisance, cesarskega arhivarja (ukinjena leta 1926).
Po obnovi vojvodine Parma na dunajskem kongresu 1814–15  pretresi risorgimenta (italijanskega združitvenega gibanja) niso imeli plodnih tal v mirnem vojvodstvu. Leta 1847 je po smrti Marije Luize, vojvodinje Parmske, prešla nazaj rodbini Burbonov, ki je bila nazadnje v mestu in jo pustila vdovi, Luizi Mariji iz Berryja. 15. septembra 1859 je rodbina razglasila umik, Parma pa je postala del novoustanovljene dežele Emilije pod Luigijem Carlom Farinijem. S plebiscitom leta 1860 je nekdanje vojvodstvo postalo del enotne kraljevine Italije.
Izguba vloge glavnega mesta je v Parmi povzročila gospodarsko in socialno krizo. Po gradnji železniške povezave s Piacenzo in Bologno leta 1859 ter s Fornovo in Suzzaro leta 1883 je začela ponovno dobivati vlogo industrijskega mesta. Sindikati v mestu so bili zelo močni. Znana je bila splošna stavka, razglašena od 1. maja do 6. junija 1908. Najbolj dramatičen trenutek boja s fašizmom je bil avgusta 1922, ko je režimski uradnik Italo Balbo poskušal vstopiti v priljubljeno četrt Oltretorrente. Državljani so se organizirali in nagnali črnosrajčnike. Ta dogodek velja za prvi odpor proti fašizmu v Italiji.
Med drugo svetovno vojno je bila Parma močno središče partizanskega upora. Železniška postaja in ladjedelniški doki so bili cilj bombardiranja zaveznic spomladi leta 1944. Velik del palače Pilotta, ki je nedaleč od železniške postaje, je bil uničen. Poleg tega so zavezniške bombe uničile tudi Farnesejevo gledališče in del dvorske knjižnice. Poškodovani so bili tudi številni drugi spomeniki: Palazzo del Giardino, cerkvi Steccata in San Giovanni, vojvodska palača, Paganinijevo gledališče in Verdijev spomenik. Med vojno Parma ni bila zelo uničena. 26. aprila 1945 so jo, od leta 1943 do 1945 so jo zasedli Nemci, osvobodili partizanski in brazilska ekspedicijska vojska. 

## Geografija
Parma leži v severni Italiji, v zahodnem delu Emilije, med Apenini in Padsko nižino. Mesto deli reka Parma na dva dela, v pritok reke Pad se tik pred vstopom v središče starega mestnega jedra izliva Baganza. Parma je hudourniška reka, ki pozimi povzroča hude poplave, poleti pa je suha.
Na začetku 18. stoletja so reko omejili z visokimi zidovi, omrežje lungoparma, ki zagotavljajo mestu stalen profil.
Poplavno varnost so Parmi zagotovili s hidrogeološkimi ukrepi. V letu 2005 je bil ustvarjen prelivni bazen, nekaj kilometrov južno od središča mesta, v Maranu. Poplava lahko doseže 12 milijonov kubičnih metrov vode: to je največji rezervoar v regiji, ki med poplavami dejansko postane tretje jezero. Sestavljajo jo pregrada, dolga 260 metrov in visoka 24 m.  
Ozemlje je v celoti ravno, dve reki sta del meje: na zahodu reka Taro in vzhodno reka Enza, ki označuje tudi mejo s sosednjo pokrajino Reggio Emilia. Vznožje parmskih Apeninov je približno 15 kilometrov južno, zunaj občine, v sosednjih občinah Traversetolo, Lesignano de 'Bagni, Langhirano, Fellino, Sala Baganza in Collecchio.

### Naselja
Alberi, Baganzola, Bedonia, Beneceto, Borgo Val di Taro, Botteghino, Ca'Terzi, Calestano, Carignano, Carpaneto, Cartiera, Casalbaroncolo, Casalora di Ravadese, Casaltone, Case Capelli, Case Cocconi, Case Crostolo, Case Nuove, Case Rosse, Case Vecchie, Casino dalla Rosa, Casagnola, Castelletto, Castelnovo, Cervara, Chiozzola, Coloreto, Corcagnano, Eia, Fontanini, Fontanellato, Gaione, Ghiaiata Nuova, Il Moro, La Catena, La Palazzina, Malandriano, Marano, Marore, Martorano, Molino di Malandriano, Osteria San Martino, Panocchia, Paradigna, Pedrignano, Pilastrello, Pizzolese, Ponte, Porporano, Pozzetto Piccolo, Quercioli, Ravadese, Ronco Pascolo, Rosa, San Pancrazio, San Prospero, San Ruffino, San Secondo, Sissa, Soragna, Tizzano Val Parma, Valera, Viarolo, Viazza, Vicofertile, Vicomero, Vigatto, Vigheffio, Vigolante.

## Demografija
1. januarja 2016 je bilo v Parmi 192.836 prebivalcev, 47,64 % moških in 52,36 % žensk. Mladoletnih oseb (otroci, stari 18 let in mlajši) je bilo skupaj 16,46 %, upokojencev 22,64 %. Med letoma 2002 in 2016 se je število prebivalstva v Parmi povečalo za 17,72 %, medtem ko se je v celotni Italiji povečalo za 6,45 %.
1. januarja 2016 je bilo 84,09 % prebivalcev Italijanov. Največja tuja skupina je iz drugih delov Evrope (Moldavija, Romunija, Albanija in Ukrajina), iz Afrike, južno od Sahare, (Gana, Nigerija in Slonokoščena obala 1,81 %), severne Afrike (Maroko in Tunizija 1,46 %) in Filipinov 1,33 %.

### Podnebje
V Parmi je povprečna letna temperatura med 9 in  17 °C, letna količina padavin pa 777 milimetrov.
Podatki izhajajo iz vremenske postaje na univerzi v središču mesta. Parma ima vlažno subtropsko podnebje s štirimi sezonami in hude celinske vplive zaradi notranjega položaja mesta.

## Znamenitosti

### Cerkve
- stolnica v Parmi: romanska cerkev iz 12. stoletja s kipi Benedetta Antelamija in freska iz 16. stoletja, mojstrovina Antonia da Correggia;
- krstilnica, graditi jo je leta 1196 začel Antelami, stoji ob stolnici;
- cerkev svetega Janeza Evangelista: opatijska cerkev, prvotno zgrajena v 10. stoletju za apsido stolnice, obnovljena leta 1498 in 1510. Ima poznomanieristično pročelje in zvonik, ki ga je zasnoval Simone Moschino. Kupola ima freske z vplivno renesančno mojstrovino: Videnje svetega Janeza Evangelista (1520–1522), ki jo je naredil Correggio, in napoveduje iluzionistično perspektivo stropa. Križni hodnik in knjižnica sta prav tako pomembna;
- bazilika svete Marije iz Steccate;
- cerkev svetega Pavla: (11. stoletje) nekdanji benediktinski samostan s Correggievimi freskami v sobi svetega Pavla (1519–1520) in dela Alessandra Araldija;
- cerkev svetega Frančiška iz Prata: (13. stoletju) gotska cerkev je bila v napoleonskem obdobju zapor, in to vse do 1990-ih let, ko je bilo odprtih 16 oken na pročelju. V oratoriju so freske Michelangela Anselmija in Francesca Rondani;
- cerkev svetega Križa: romanska cerkev (12. stoletje) z glavno in dvema stranskima ladjama s polkrožno apsido. Obnovljena je bila  leta 1415 in ponovno v letih 1635–1666. Freske v ladji so delo Giovannija Marie Contija, Francesca Retija in Antonia Lombardija;
- cerkev svetega Groba: zgrajena je bila leta 1275 nad že obstoječo versko stavbo, notranjost je bila večinoma prenovljena leta 1506, 1603 in končno leta 1701. Baročni zvonik je bil zgrajen leta 1616, zvonovi so bili končani leta 1753. Zraven je bil samostan (1493–1495) rednih kanonikov Laterana;
- cerkev svete Marije v mestni četrti (1604–1619) ima značilen šesterokotni tloris; kupola je okrašena s freskami Piera Antonia Bernabeia in učencev;
- cerkev svetega Roka je iz poznobaročnega obdobja in je bila leta 1754 obnovljena in posvečena enemu od svetnikov zaščitnikov Parme.

### Palače
- palača Pilotta (1583): v njej so akademija za likovno umetnost umetniške šole iz Parme, dvorska knjižnica, Narodna galerija, arheološki muzej, Bodonijev muzej [6] in  Farnesejevo gledališče;
- palača z vrtom (Palazzo del Giardino), zgrajena leta 1561 za vojvodo Ottavia Farneseja, ki jo je zasnoval Jacopo Barozzi da Vignola. Zgrajena na kraju nekdanjega Sforzejevega gradu, je bil razširjen v 17. in 18. stoletju. Vključuje palačo Eucheria Sanvitaleja z zanimivimi dekoracijami iz 16. stoletja, pripisane Gianfrancescu d'Agrateju,  in Parmigianinovimi freskami. Dodan je vojvodski park. Leta 1749 je bil vrt spremenjen v francoskem slogu;
- mestna hiša (Palazzo del Comune), zgrajena leta 1627;
- guvernerjeva palača (Palazzo del Governatore) iz 13. stoletja;
- 'škofovska palača (1055);
- stara bolnišnica (Ospedale Vecchio), zgrajena je bila leta 1250 in pozneje obnovljena v renesančnem slogu. Zdaj je sedež državnega arhiva in mestne knjižnice.

### Drugo
- Farnesejevo gledališče je bilo zgrajeno leta 1618–1619, Giovan Battista Aleotti, popolnoma v lesu. Naročil ga je vojvoda Ranuccio I. za obisk Cosima I. Medičejskega.
- Citadela, velika trdnjava, postavljena v 16. stoletju po naročilu vojvode Alessandra Farneseja, blizu starega obzidja.
- Pons Lapidis (znan tudi kot Rimski most ali Teoderikov most), rimska kamnita struktura iz časa vladavine Avgusta.
- Orto Botanico di Parma je botanični vrt, ki ga vzdržuje Univerza v Parmi.
- Teatro Regio (Kraljevo gledališče), ki ga je med letoma 1821-1829 zgradil Nicola Bettoli. Ima neoklasičistično fasado in verando z dvojnim oknom. To je mestna operna hiša.
- Avditorij Niccola Paganinija je zasnoval Renzo Piano.
- Muzejska hiša Arturja Toscaninija, v kateri se je rodil slaven glasbenik.
- Lombardijski muzej predstavlja ugledno zbirko umetnostnih in zgodovinskih predmetov o Marii Luigii Habsburški in njenem prvem možu Napoleonu. Muzej hrani tudi pomembna dela in dokumente o vojvodini Parma v 18. in 19. stoletju.

## Kuhinja
Parma je znana po svoji hrani in bogati gastronomski tradiciji: sir parmezan (Parmigiano Reggiano, ki ga izdelujejo v Reggiu Emiliji), parmski pršut (Prosciutto di Parma). Znana je tudi po polnjenih testeninah, kot so tortelini (tortelli d'erbetta) in anolinih, napolnjenih z mesom (anolini in brodo).
Leta 2004 je Parma postala sedež Evropske agencije za varnost hrane (EFSA). Ima tudi dve prehranski multinacionalki, Barilla in Parmalat, ter razvija prehranski turizem, ki ga zastopata Parma Golosa in Food Valley.
- Parmigiano-Reggiano, pravi "parmezan"
- Prosciutto di Parma (parmski pršut)
- Tortelli d'erbetta (tortelini z zelišči)
- Anolini in brodo (anolini v juhi)

## Mednarodne povezave
Parma je pobratena z:
- Shijiazhuang, Kitajska
- Ljubljana, Slovenija[7]
- Tours, Francija
- Worms, Nemčija
- Szeged, Madžarska
- Bourg-en-Bresse, Francija
- Moncton, Kanada

## Pomembni ljudje

### Slikarji in kiparji
- Michelangelo Anselmi, slikar, rojen v Toskani
- Benedetto Antelami, arhitekt in kipar
- Alessandro Araldi, slikar
- Sisto Badalocchio, slikar
- Jacopo Bertoia, znan tudi kot Giacomo Zanguidi ali Jacopo Zanguidi ali Bertoja, slikar
- Amedeo Bocchi, slikar
- Giovanni Federico Bonzagni, medaljist
- Giulio Carmignani, slikar
- Oreste Carpi, slikar
- Antonio da Correggio (Antonio Allegri), rojen v Correggiu (Reggio Emilia), slikar
- Francesco Marmitta, slikar
- Filippo Mazzola, slikar
- Francesco Mazzola, znan kot Parmigianino, slikar
- Girolamo Mazzola Bedoli, slikar
- Giovanni Maria Francesco Rondani, slikar
- Bartolomeo Schedoni, slikar

### Drugi
- Odoardo Farnese
- Aleksander Farnese, parmski vojvoda, vojaški poveljnik
- Franco Nero, igralec
- Niccolò Paganini, skladatelj, pokopan v Parmi
- Arturo Toscanini, dirigent
- Giuseppe Verdi, skladatelj